# 실험음성학
실험음성학은 음성학의 하위분야로, 물리학·생리학·심리학 등에서 사용하는 실험적 방법론을 사용해 말소리의 물리적·생리적 측면을 연구한다. 실험음성학에서는 스펙트로그램과 엑스선, 전자 구개도(EPG), 실시간 자기공명영상(rt-MRI) 등의 도움을 받아 말소리를 더욱 정확하게 분석한다.

## 같이 보기
- 음성학
- 음향음성학
- 스펙트로그램
- 조음음성학
- 청취음성학